# Armin Sandig
Armin Sandig (* 10. März 1929 in Hof/Saale (Bayern); † 7. August 2015 in Hamburg) war ein deutscher Maler und Grafiker.

## Leben und Wirken
In der Hofer Kunstausstellung „Junge Maler“, an der auch sein Malerfreund Paul (eigentlich Werner) Krüger teilnahm, konnte Sandig 1946/1947 im Alter von 17 Jahren zum ersten Mal eigene Arbeiten zeigen. Als er vom Süden in den Norden wechselte, wurde 1951 Hamburg seine Wahlheimat, in der er bis zu seinem Tod im August 2015 lebte. Die Freie und Hansestadt Hamburg förderte ihn. So erhielt er 1960 das Lichtwark-Stipendium und 1972 wurde er mit dem Edwin-Scharff-Preis ausgezeichnet. Der Preis des Internationalen Zeichenwettbewerbs Nürnberg wurde ihm 1980 verliehen und 1992 der Friedrich-Baur-Preis für Bildende Kunst der Bayerischen Akademie der schönen Künste.

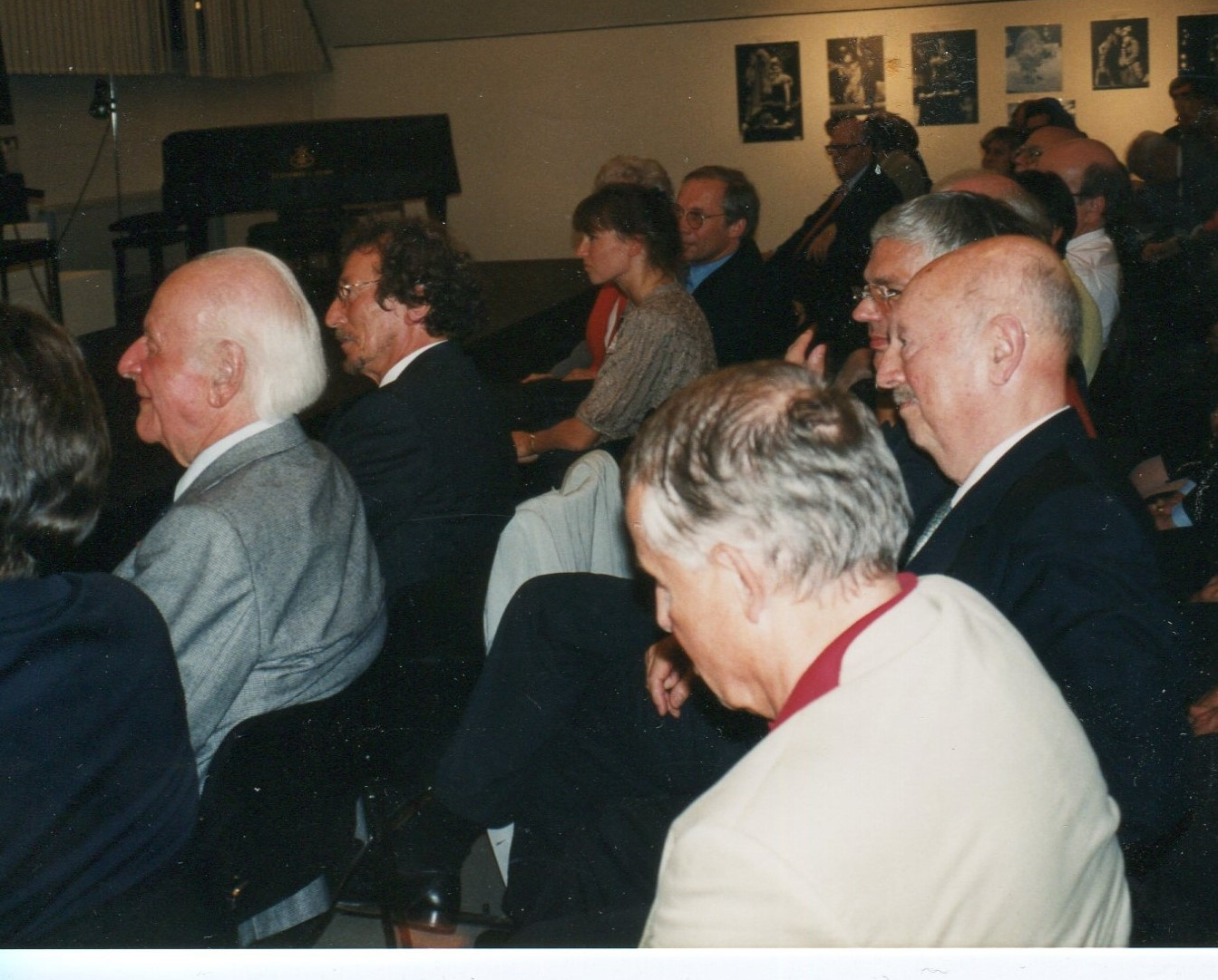
Armin Sandig (2. von links) bei der Eröffnung einer Fotoausstellung in der Hamburgischen Staatsoper

Nachdem er 1972 ordentliches Mitglied der  Freien Akademie der Künste in Hamburg wurde, war er von 1980 bis 2011 deren Präsident. 1989 ernannte ihn der Hamburger Senat in Anerkennung für seine Arbeit zum Ehren-Professor. 2002 wurde er mit dem Bundesverdienstkreuz am Bande ausgezeichnet.
Als Autodidakt war er zunächst von Max Beckmann, Wassily Kandinsky und Paul Klee beeinflusst, fand aber zunehmend seinen eigenen Weg. In seinem Frühwerk führte ihn die Suche nach der „total autonomen Malerei“ (Armin Sandig) zur konstruktivistischen Abstraktion und seine Arbeiten konnten in dieser Zeit dem Tachismus, einer informellen Richtung innerhalb der abstrakten Kunst, zugerechnet werden. Ab 1970 wurde sein Werk dann zunehmend von einer figurativen Gegenständlichkeit geprägt, allerdings in einer ihm eigenen Bildsprache. Werkphasen lösten sich zwar ab, doch grundlegende Veränderungen fanden danach nicht mehr statt. Armin Sandig war einer der wichtigen Vertreter der Deutschen Kunst des 20. Jahrhunderts. Seine Werke sind in vielen öffentlichen Sammlungen vertreten, so in der Hamburger Kunsthalle, der Kunsthalle Bremen, dem Kunstmuseum Städel in Frankfurt am Main, im Museum Ludwig in Köln, im Germanischen Nationalmuseum in Nürnberg und in der Staatsgalerie Stuttgart.

## Einzelausstellungen
- 1957: Kunsthalle Hamburg
- 1967: Museum Folkwang, Essen
- 1967: Pfalzgalerie Kaiserslautern
- 1967: Frankfurter Kunstkabinett
- 1969: Kunsthalle Bremen
- 1972: Herzog August Bibliothek, Wolfenbüttel
- 1975: Freie Akademie der Künste, Hamburg
- 1980: Kunsthalle Bremen
- 1989: Griffelkunst-Vereinigung Hamburg
- 1999: Städtische Sammlung Schweinfurt
- 2010: Galerie im Haus Theresienstein, Hof (Saale)

## Eigene Publikationen
- 1959: Mappe mit vier Radierungen; Schmücking, Braunschweig
- 1960: Störche ziehend, Mappe mit acht Farblithografien zu einem Gedicht von J. G. Böhler, Paris
- 1961: Deklination der Aquatinte, Kassette mit zehn Farbradierungen; Brusberg, Hannover
- 1962: Roman. Bilderbuch in 21 Lithographien. Text Helmut Heissenbüttel. Vorwort Will Grohmann. Brusberg, Hannover, 35 Exemplare
- 1963: Landstriche und Seestücke; Jährling, Hannover
- 1969: 11 × 6, Mappe mit elf Schwarz-Weiß-Radierungen; Selbstverlag, Hamburg
- 1975: Drei Versuche mit Göttinnen, Suite von drei Farbradierungen zu eigenem Text; Steintor-Verlag, Hamburg
- 1985: Von Liebeskunst, 26 Offsetlithos zu einem Text von Heißenbüttel; Maximiliangesellschaft, Hamburg
- 1994: An den Abgründen des Geschehens – Ein Versuch, sich Hans Henny Jahnn zu nähern; Kassette mit fünf Schwarz-Weiß-Radierungen und einem Essay von Armin Sandig, Hamburg